# Divino
Divino is een gemeente in de Braziliaanse deelstaat Minas Gerais. De gemeente telt 20.099 inwoners (schatting 2009).

## Aangrenzende gemeenten
De gemeente grenst aan Caparaó, Carangola, Espera Feliz, Fervedouro, Luisburgo, Orizânia, Pedra Bonita, Santa Margarida en São João do Manhuaçu.